# Vysoký Chlumec
Vysoký Chlumec (en allemand : Hoch Chlumetz) est une commune du district de Příbram, dans la région de Bohême-Centrale, en République tchèque. Sa population s'élevait à 828 habitants en 2020.

## Géographie
Vysoký Chlumec se trouve à 12 km à l'ouest-nord-ouest de Sedlec-Prčice, à 30 km à l'est-sud-est de Příbram et à 52 km au sud de Prague.
La commune est limitée par Dublovice au nord, par Sedlčany au nord et à l'est, par Nedrahovice à l'est, par Počepice au sud, et par Petrovice, Krásná Hora nad Vltavou et Svatý Jan à l'ouest.

## Histoire
La première mention écrite de la localité date de 1235.

## Tourisme
Ce village est réputé pour son château (privé, ne se visite pas), qui domine le site et par sa brasserie qui produit la bière Lobkowicz,.

## Transports
Par la route, Vysoký Chlumec se trouve à 13 km de Sedlec-Prčice, à 39 km de Příbram et à 86 km de Prague